# Arachnospila mongolica
Arachnospila mongolica (лат.) — вид дорожных ос рода Arachnospila (Pompilidae).

## Описание
Среднего размера красно-чёрная дорожная оса. Длина 5—11 мм. Самцы отличаются от других видов подрода менее развитыми затылочными углами головы, слабо вырезанным затылком и строением гениталий.

## Распространение и экология
Этот вид встречается в Кыргызстане, Монголии и России (Сибирь и Дальний Восток). Обитает на берегах рек и в степях, лёт отмечается с мая по август.